# Andròmac (ambaixador)
Andròmac (en llatí Andromachus, en grec antic Ἀνδρόμαχος) era un polític greco-egipci.
El rei Ptolemeu VI Filomètor (180-164 aC) el va enviar com a ambaixador a Roma l'any 154 aC, segons diu Polibi.